# Râu Sadului
Râu Sadului (en hongrois : Riuszád) est une commune du județ de Sibiu en Roumanie.